# Martín Oro
Martín Oro (geboren in Buenos Aires) ist ein argentinisch-schweizerischer Sänger und Countertenor.

## Leben und Werk
Oro stammt aus einer italienischen Musikerfamilie. Erste Gesangserfahrungen machte er im Kinderchor des Teatro Colón in Buenos Aires, daneben spielte er Bratsche und studierte bei Juri Baschmet in Moskau. Nach abgeschlossenen Diplomen in Fribourg und Neuchâtel wurde Oro an der Schola Cantorum Basiliensis für ein Aufbaustudium aufgenommen, das er mit höchstem Prädikat abschloss.
Oro hat sich auf Opern, Oratorien und Kantaten der Alten Musik spezialisiert und sang unter der Leitung von Marc Minkowski, Jordi Savall, Philippe Herreweghe, Joshua Rifkin, René Jacobs, Helmuth Rilling, Markus Teutschbein und Chiara Banchini. Zudem arbeitete er zusammen mit den Sängerinnen Cecilia Bartoli, Emma Kirkby, María Bayo und Jennifer Larmore.
Regelmäßige kammermusikalische Auftritte bestreitet Oro mit der Lautenistin Mónica Pustilnik und dem Pianisten José Gallardo.
Neben zahlreichen CD-Aufnahmen mit verschiedenen der oben genannten Musiker wirkte unter der Leitung von Nikolaus Harnoncourt an einer DVD-Aufnahme des „Il Ritorno d' Ulisse in Patria“ von Claudio Monteverdi mit. 